# Burg Freienstein (Münster)
Die Burg Freienstein ist eine abgegangene Burg über dem Max-Eyth-See bei dem Stadtteil Freiberg des Stadtbezirks Mühlhausen der Landeshauptstadt Stuttgart in Baden-Württemberg. Die Anlage ist nicht zu verwechseln mit der Burg Stein in Bad Cannstatt.

## Geschichte
Die kleine Burganlage, von der nichts mehr erhalten ist, wurde um 700 erwähnt und bildete mit dem Gebiet des heutigen Stadtteils Freiberg zur Zeit der Alamannen einen eigenen Rechtsbezirk. Bis zu der Aufhebung der Steuerfreiheiten im Jahr 1809 war das Gebiet um Burg Freienstein steuerfrei. Bei einer Auseinandersetzung der Württemberger mit den Herren von Neuhausen und derer von Kaltental im Jahre 1501 wird in den überlieferten Dokumenten nochmals auf die Burg Bezug genommen: Es wird ein Herr von Neuhausen zu Freienstein erwähnt. Somit kann mit Sicherheit gesagt werden, dass Burg Freienstein von denen von Neuhausen bewohnt war. In einem Lagerbuch von 1586 wird die Anlage als Freyensteiner Burgstall bezeichnet. Archäologische Untersuchungen wurden bisher nicht angestellt.

## Bilder

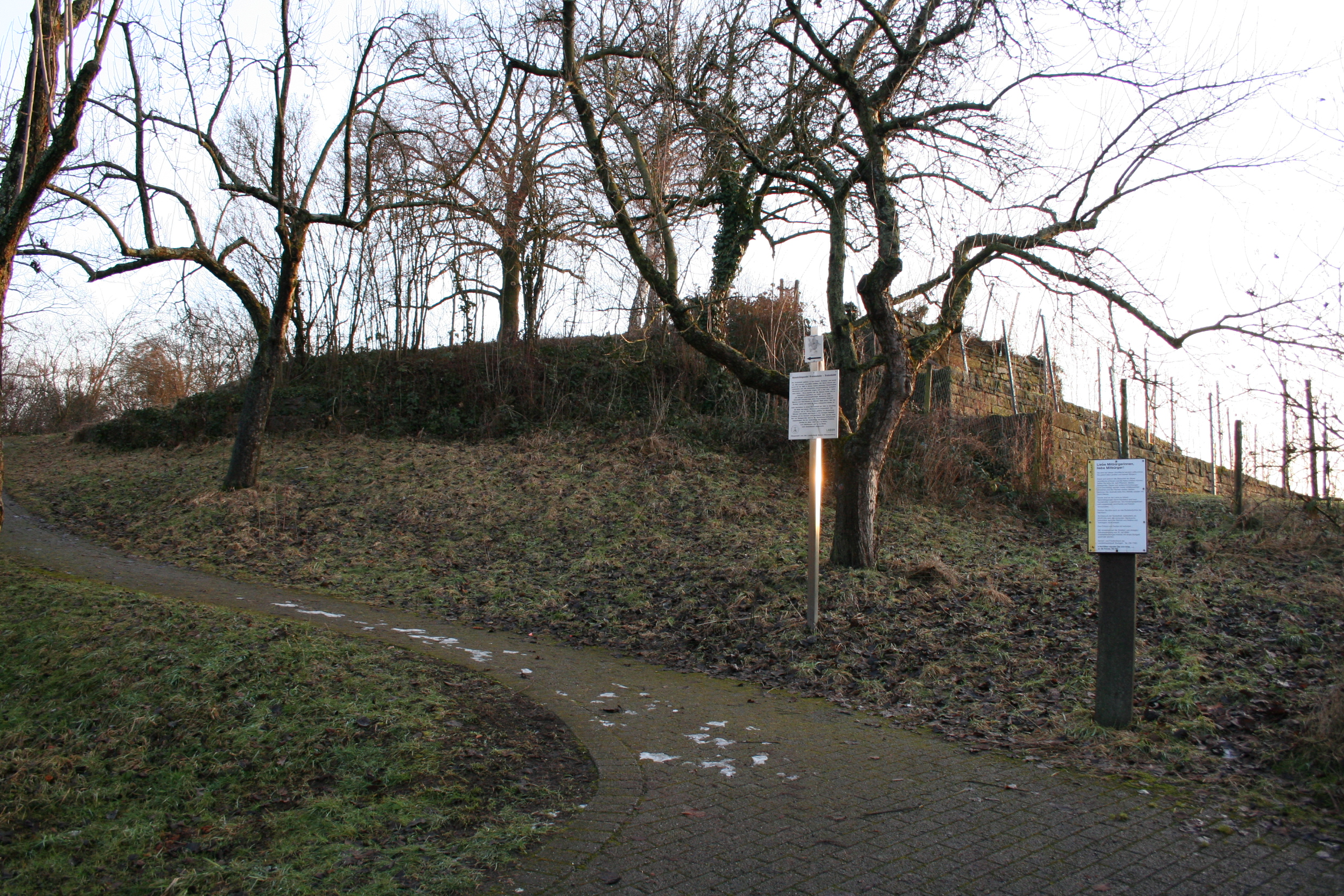
Burgstelle Freienstein
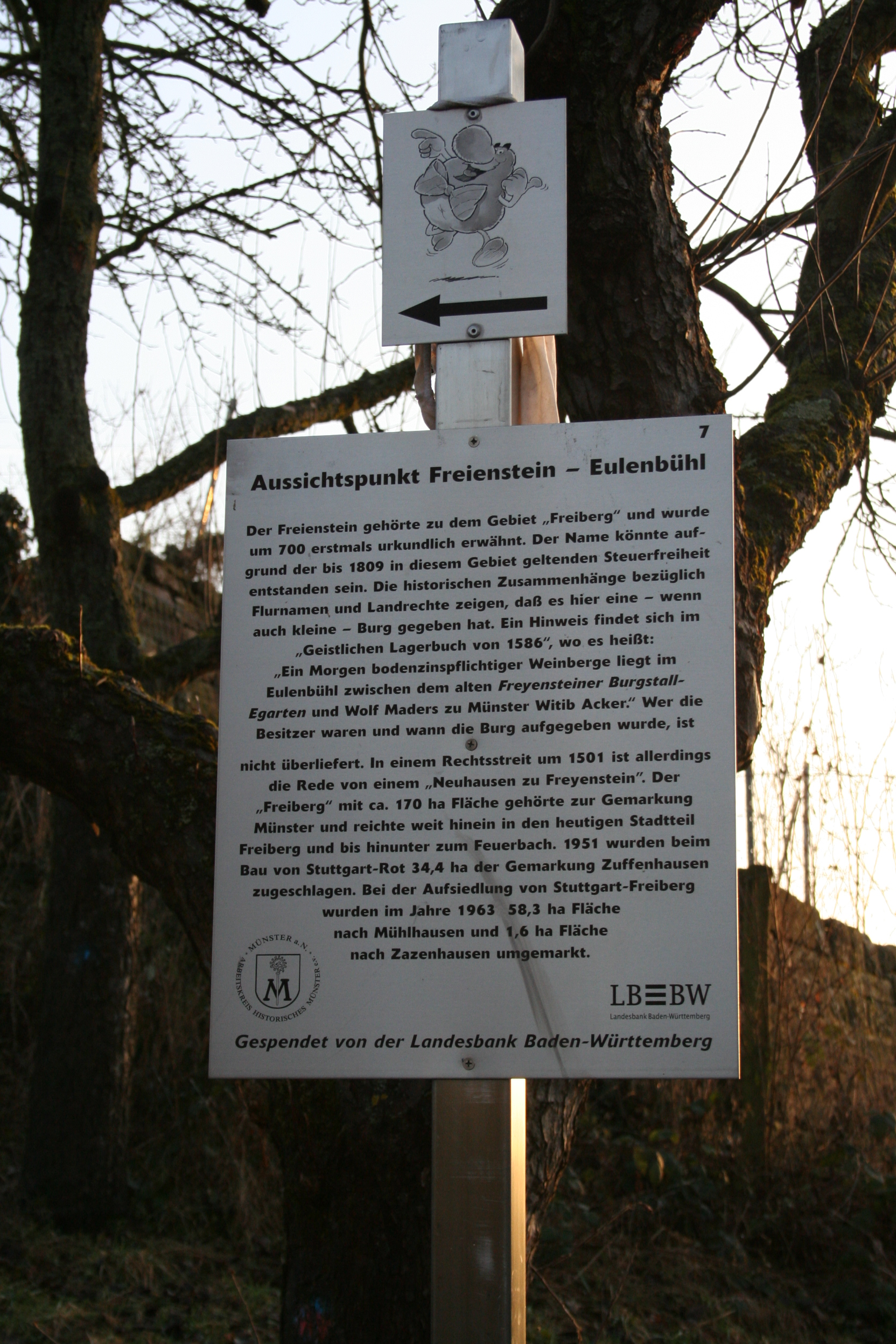
Burgstelle Freienstein
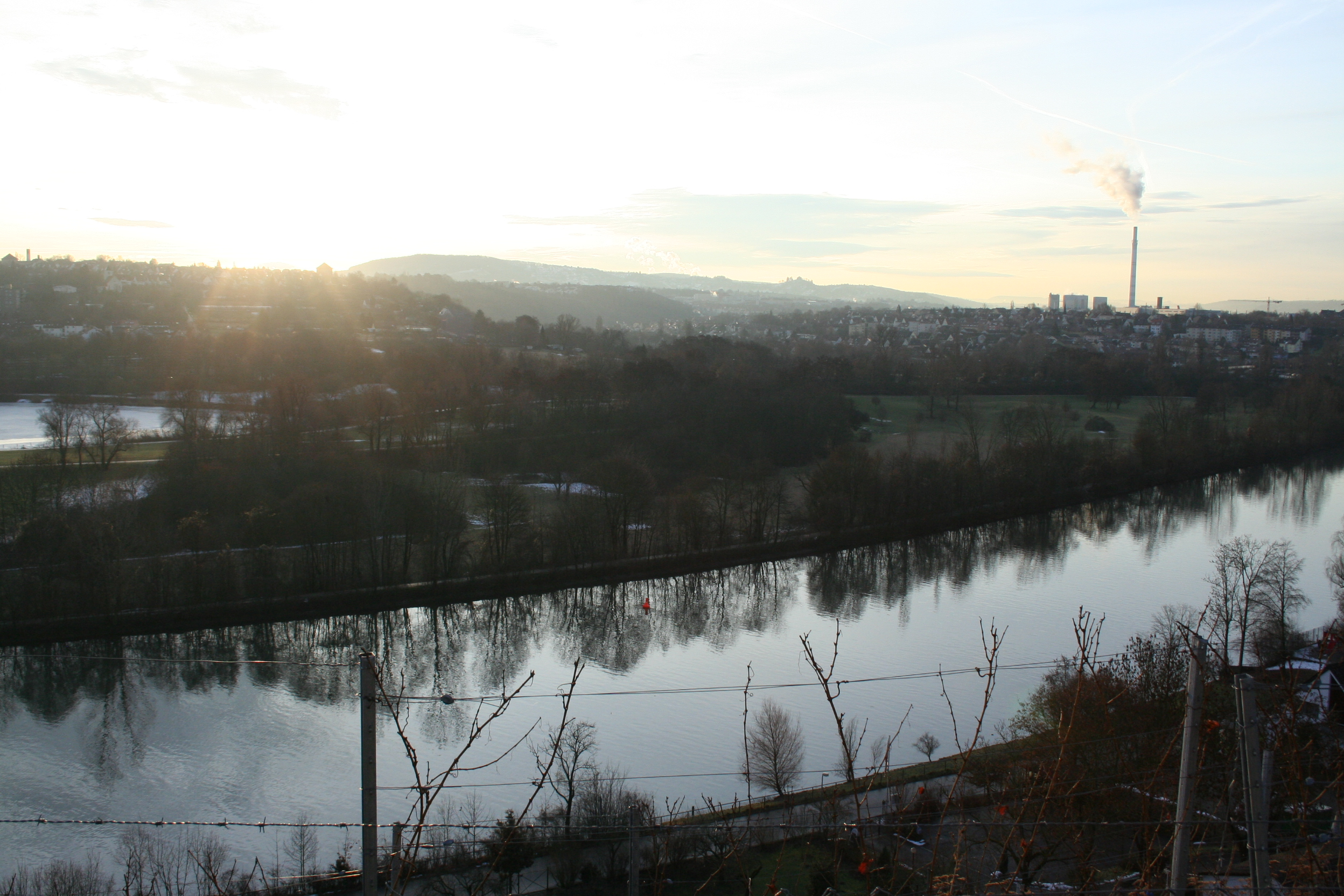
Blick vom Freienstein auf die Grabkapelle, ehemals Burg Wirtemberg
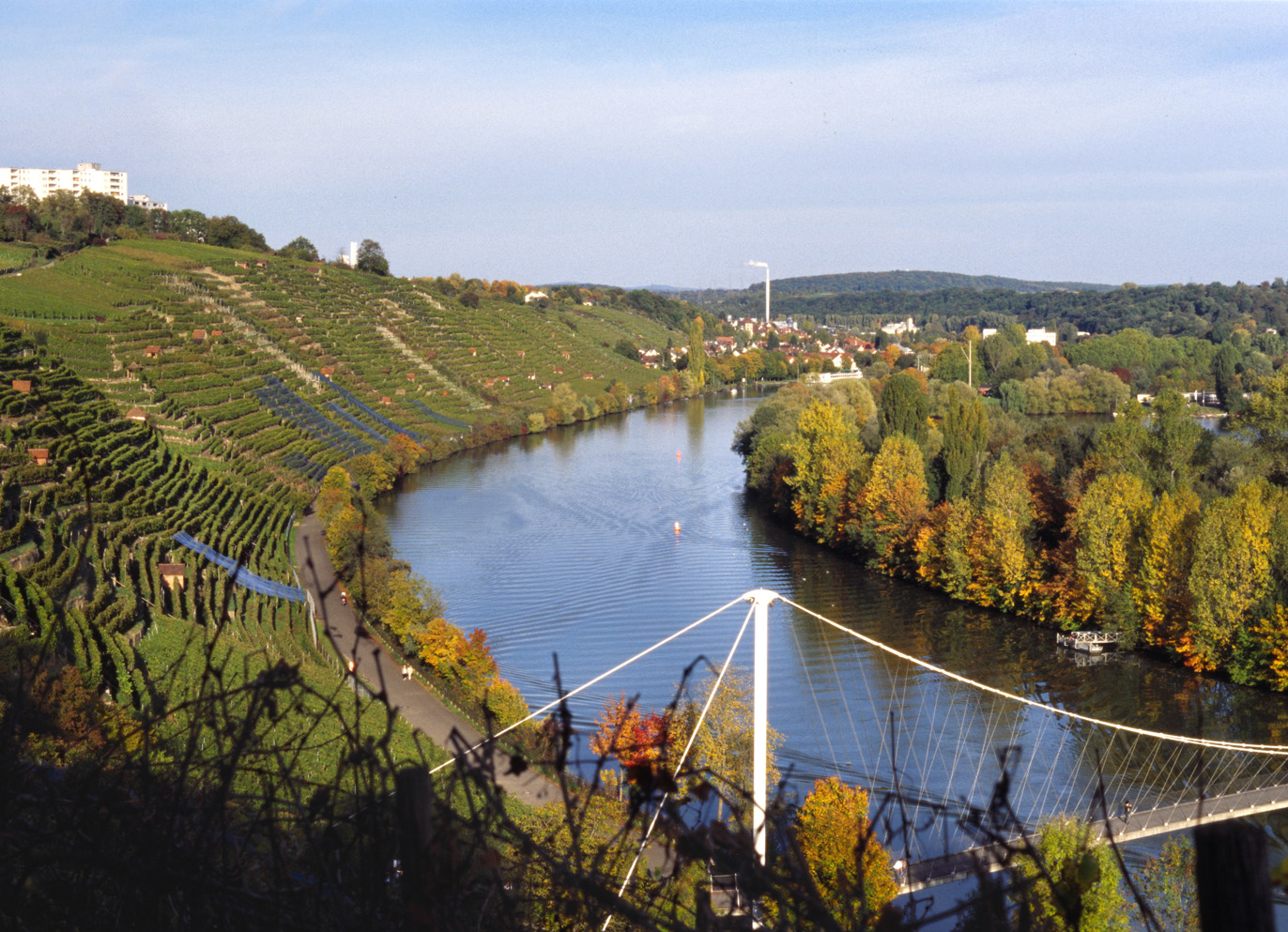
Blick vom Freienstein Richtung Stuttgart-Mühlhausen
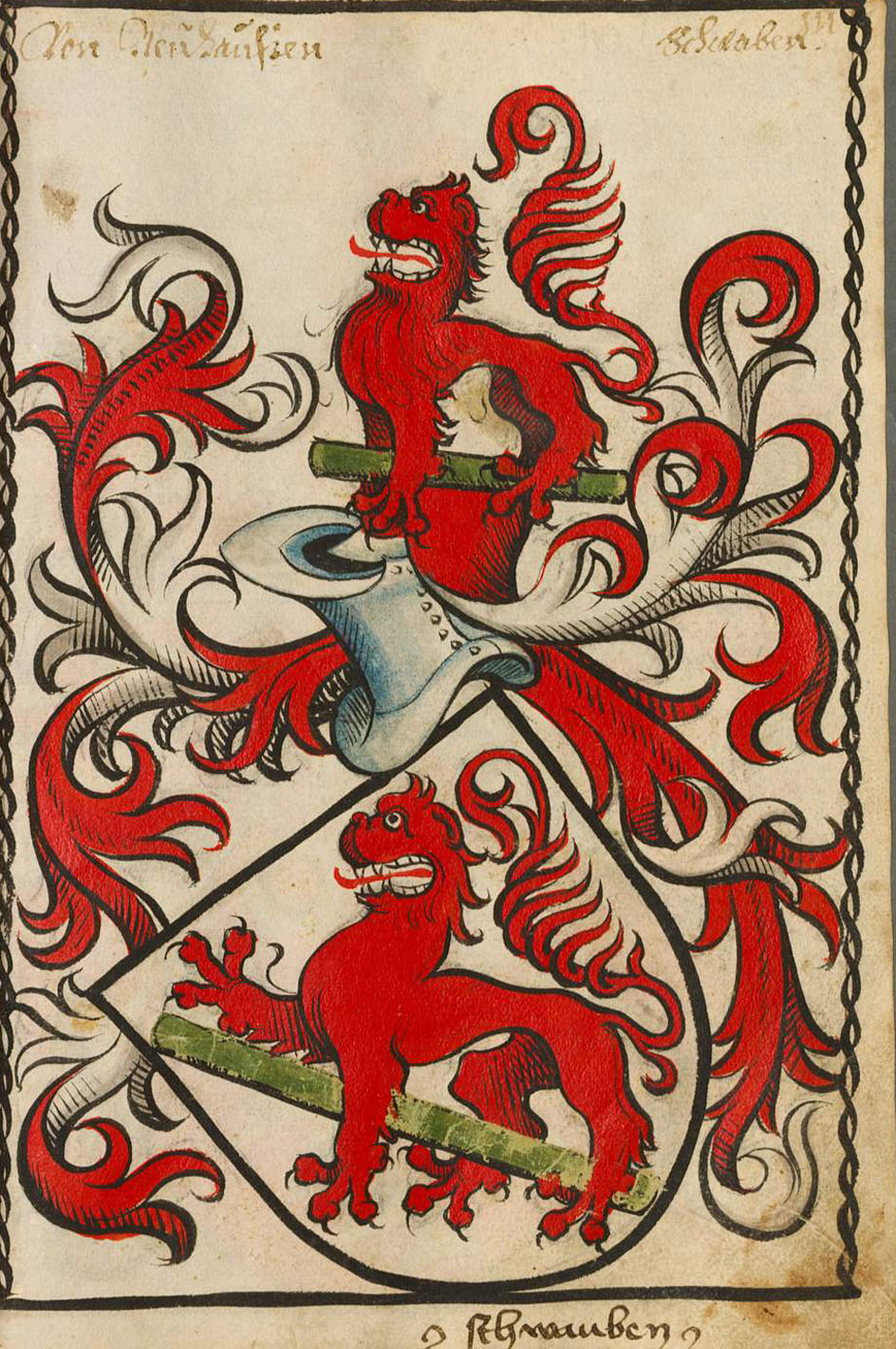
Wappen derer von Neuhausen